# Patriarcat orthodoxe de Jérusalem
Le patriarcat orthodoxe grec de Jérusalem est une juridiction canonique autocéphale de l'Église orthodoxe pour Israël, la Palestine, la Jordanie et le Sinaï, aussi appelée Église orthodoxe de Jérusalem. Le chef de l'Église, actuellement Théophile III (depuis le 22 août 2005), porte le titre de Patriarche, avec résidence à Jérusalem, à la « petite Galilée ».
L'Église orthodoxe de Jérusalem, avec environ un demi-million de fidèles au XXIe siècle, tient toujours une place importante au sein de l'Église orthodoxe, mais surtout pour son rôle de gardienne des lieux saints de Jérusalem et parce que sa liturgie a influencé celle de Constantinople et est ainsi l'une des sources essentielles de la liturgie orthodoxe.

## Nom

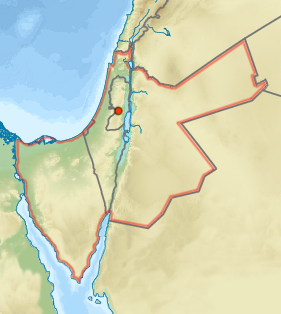
Juridiction du Patriarcat orthodoxe grec de Jérusalem (territoire primaire).

Sa titulature officielle est : Patriarcat de la Sainte Cité de Jérusalem et de toute la Palestine, la Syrie, l'Arabie Pétrée, le Jourdain, Cana de Galilée et la sainte Sion. Il existait durant la période byzantine (395-630) et était l'un des membres de la Pentarchie de l'Église chrétienne instituée par l'empereur Justinien et validée par le Concile de Chalcédoine (les quatre autres membres étant les Églises de Rome, Constantinople, Antioche et Alexandrie). Comme les autres Églises orthodoxes du Proche-Orient, les Arabes la nomment familièrement « roumie », c'est-à-dire « romaine » ou byzantine : cette dénomination arabe est souvent improprement traduite par « grecque-orthodoxe », ce qui ne se justifie guère, car si le patriarche orthodoxe de Jérusalem est traditionnellement et fréquemment un grec, la majorité du clergé et des fidèles sont d'origine et de langue arabe.

## Histoire

### Judéo-chrétiens et Église primitive
Jusqu'en 134, au début de la seconde révolte juive contre Rome, les chrétiens de la Judée qui vivaient dans la région de la Palestine sont majoritairement juifs et représentent encore le noyau central de l'Église primitive. Leur qehila a une structure de type collégial : la liste des 15 premiers évêques de Jérusalem donnée par Eusèbe de Césarée semble en effet se référer à des "épiscopes" ayant siégé en commun à Jérusalem. L'échec de la révolte de Bar-Kokhba entraîne l'expulsion des juifs de Jérusalem par l'empereur Hadrien et la destruction d'une grande partie de la ville sainte. Une population encore païenne, de langue araméenne et d'origine syrienne vraisemblablement, vient s'installer dans une ville désormais reconstruite sous le nom d'Ælia Capitolina. Depuis lors les évêques sont en majorité d'origine non juive (on parle de "pagano-chrétiens" par distinction des "judéo-chrétiens"), même si les communautés judéo-chrétiennes restent présentes dans le pays. Le Contra Haereses d'Épiphane de Salamine fait allusion à plusieurs de ces communautés, que l'on peut également voir à l'œuvre, en la personne de Jacques notamment, dans certaines couches anciennes des Écrits pseudo-clémentins. Si elles sont qualifiées d'« hérétiques » à partir du IVe siècle, l'influence de certaines d'entre elles (du nazoréisme par exemple sur la formation du christianisme en Palestine et de là dans le reste de l'empire) ne doit pas être sous-estimée. Les sources liturgiques en particulier permettent de retracer le rôle important qu'a joué le judéo-christianisme, au plan des formules comme des rites liturgiques, dans l'histoire du christianisme d'Empire.

### Patriarcat de Jérusalem
Au Concile de Chalcédoine en 451, les trois provinces de la Palestine sont détachées du patriarcat d'Antioche pour constituer un patriarcat autonome. L'Église chrétienne est ensuite organisée en cinq patriarcats (Alexandrie, Antioche, Constantinople, Jérusalem et Rome) jusqu'à ce que les évolutions ultérieures (multiplication des patriarcats autocéphales, séparation des Églises d'Orient et d'Occident) en modifient le nombre. L'Église de Jérusalem a utilisé son rite liturgique propre dont la transposition monastique est la liturgie de Mar Saba jusqu'à l'époque des croisades (XIIe siècle).

### Histoire récente
À partir du milieu du XIXe siècle, alors que l'Empire ottoman adoptait une politique plus libérale à l'égard des Églises et que le développement des transports modernes permit l'accroissement des flux de pèlerins, le Patriarcat orthodoxe ainsi que les autres Églises de Terre sainte, acquirent de nombreuses terres dans la région de Jérusalem, dont la zone urbanisée était alors cantonnée à la vieille ville. Avec le développement moderne de la ville, ces terrains et immeubles ont acquis de plus en plus de valeur.
L'actuel patriarche de Jérusalem, Théophile III Giannopoulos a été élu le 22 août 2005, reconnu la même année par l'Autorité palestinienne et la Jordanie, puis par Israël le 16 décembre 2007.
En 2015, la communion fut rompue entre le patriarcat orthodoxe d'Antioche et celui de Jérusalem en raison du conflit de juridiction « opposant les deux patriarcats au sujet de l'Église grecque-orthodoxe au Qatar »,.

## Organisation

### Territoire canonique
Le territoire canonique du patriarcat orthodoxe de Jérusalem comprend Israël, la Palestine, la Jordanie et la péninsule égyptienne du Sinaï.

### Juridictions
Nota bene : cette liste, dressée à titre indicatif et provisoire, reprend des éléments de différentes sources qui ne se recoupent pas entièrement.
- Archevêché patriarcal de Jérusalem
- Archevêché de Tibériade
- Archevêché de Gaza
- Archevêché de Constantinis
- Archevêché de Kiriakoupolis
- Archevêché de Sébaste
- Archevêché du Mont-Thabor
- Archevêché de Diocésarée
- Archevêché de Philadelphie
- Archevêché de Hiéropolis et de la Jordanie orientale (Amman)
- Archevêché du Sinaï
- Métropole de Pétra
- Métropole de Neapolis (Naplouse)
- Métropole d'Ascalon
- Métropole de Scythopolis (Nazareth)
- Métropole de Jaffa
- Métropole d'Éleuthéropolis
- Métropole de Ptolemais (Acre)
- Métropole de Bostra

### Représentations en dehors du territoire canonique

Le signe « Tau Phi » ("TΦ").

Le patriarcat a des représentants en dehors de son territoire primaire qui portent le titre d' « exarques du Saint-Sépulcre ».
Il dispose d'une quinzaine de paroisses aux États-Unis, notamment en Californie.
La paroisse orthodoxe de Doha au Qatar est également une métoque du patriarcat de Jérusalem (le patriarche Théophile III fut représentant du patriarcat au Qatar).
Le patriarcat de Jérusalem parraine en outre la « Confrérie du Saint Sépulcre » dont l'emblème est le Tau-Phi, signifiant taphos (tombe), apposé sur ses dépendances et ses métoques.

## Patrimoine immobilier
L'Église orthodoxe de Jérusalem est le second propriétaire foncier et le premier propriétaire foncier privé d'Israël,. Elle possède de nombreuses propriétés et d'immenses terrains hérités de l'histoire ou acquis au cours des siècles. Le Patriarcat de Jérusalem tire l'essentiel de ses revenus de ce patrimoine.
Avec le développement de l'Aliyah, le Patriarcat loue de nombreuses terres à la population juive, à Jérusalem comme à Haïfa, Lod, et Jaffa ou Ramla. En 1955, un accord est trouvé entre le Fonds national juif et le Patriarcat. Un bail est signé, le Patriarcat conserve la propriété des terres qu'il loue au FNJ pour une durée de 99 ans.
À Jérusalem, le patriarcat est propriétaire de 20 % de la Vieille ville mais aussi de quartiers entiers dont Réhavia et Talbiyeh, Nayot, d'une grande partie de Katamon et de Rassco. Le patriarchat possède aussi la vallée de la Croix, le terrain de l'Hôtel King David, la Knesset, la résidence du Chef de l'État, la Grande synagogue sont aussi construites sur des terrains appartenant au Patriarcat.
La gestion de cet immense patrimoine est un enjeu non seulement économique mais aussi politique. Dans ce contexte, le Patriarche Irénée Ier a été déposé en mai 2005 à la suite d'un scandale lié à des opérations immobilières à Jérusalem: il fut accusé d'avoir vendu et d'avoir laissé vendre sans concertation des terrains et immeubles à des investisseurs israéliens qui en ont profité pour expulser les palestiniens chrétiens qui y vivaient.

## Relations avec les autres Églises
L'Église est membre du Conseil œcuménique des Églises ainsi que du Conseil des Églises du Moyen-Orient.